# Velika nagrada Monaka 1931
Velika nagrada Monaka 1931 je bila tretja neprvenstvena dirka za Veliko nagrado v sezoni Velikih nagrad 1931. Odvijala se je 19. aprila 1931 v Monaku.